# Герт Андрій Євгенович
Андрій Євгенович Герт (нар. 2 вересня 1994) — український футболіст, захисник липоводолинського «Альянсу».

## Життєпис
Андрій Герт народився 2 вересня 1994 року. В ДЮФЛУ захищав кольори дніпропетровських «Дніпра-75» (до 2007 року) та клубу ІСТА (з 2007 по 2010 роки).
В 2010 році підписав $вій перший професіональний контракт, з луганською «Зорею». Проте в складі головної команди луганчан не зіграв жодного матчу. В 2010 році виступав у аматорському фарм-клубі луганської команди, «Зорі-2», в складі якого провів 7 матчів та відзначився 1 голом. З 2010 по 2013 роки виступав у складі юнацької та молодіжних команд «Зорі», за які зіграв 60 матчів та відзначився 4-ма голами.
З 2014 року виступав на аматорському рівні. Спочатку (2014) захищав кольори клубу з магдалинівського «ВПК-Агро», в футболці якого зіграв 2 матчі. Став переможцем чемпіонату Дніпропетровської області. В 2016 році виступав у складі ФК «Петриківка». У складі петриківського колективу зіграв 7 матчів (3 голи) та став володарем кубку Дніпропетровської області.
У 2016—2017 роках виступав у клубі «Нафтовик-Укрнафта» в Першій лізі чемпіонату України. У складі охтирської команди зіграв 9 матчів, голами не відзначився.
З 2018 по 2020 рік грав за тернопільську «Ниву». У складі Ниви зіграв 51 матч, відзначився 3 голами.

## Досягнення
На аматорському рівні
- Чемпіонат Дніпропетровської області
  - Чемпіон: 2014
- Кубок Дніпропетровської області
  - Володар: 2016